# David Robertson (affärsman)
David Robertson, född 12 december 1827 i Göteborg, död 24 juli 1904, var en svensk fabrikör och politiker.
Han utbildade sig i norska Bergen och i Göteborg och grundade därefter en maskinfabrik i Göteborg 1851, vilken han drev fram till 1895. Fabriken togs över av sonen Davy Robertson under namnet Daros och tillverkade kolvringar. Åren 1869-74 var han ledamot av Göteborgs stadsfullmäktige, där han engagerade sig i fattigvårdsfrågan. Under trettiofem år verkade han även som styrelseledamot av centralfängelset i Göteborg.
David Robertson var son till vävfabrikören William Robertson, och sedan 1877 svärfar till A.O. Wilson. Sedan 1854 var han gift med Mathilda Burman från Stockholm, som var adoptivdotter till Abraham Johan Burman, kamrerare i Riksens Ständers Bank.